# Gabriel VIII d'Alexandrie
Gabriel VIII d'Alexandrie (en arabe égyptien  غبريال التامن) mort le 14 mai 1603 est le 97e patriarche copte d'Alexandrie.

## Biographie
Nommé Shenouda, il est ordonné patriarche le dimanche 16 du mois de Baounah 1303 A.M. soit le 20 juin 1587 A.D. La cérémonie de célébration de son couronnement est présidée par Anba Zacharias, évêque de Jerusalem, et Anba Kyrellos El-Khiami, dans l'église du Monastère Saint-Mercure dans le Vieux-Caire. À l'époque de son ordination, les Coptes sont divisés, et choisissent, par moins de quatre patriarches différents, et le déposent. Il n'est restauré sur sa chaire que par le Sultan Ottoman Mourad III qui confirme son élection au patriarcat
Selon les bollandistes en 1594 il envoie une délégation  composée de prêtres et de moines menés par l'archidiacre Barso et porteuse d'un message au Pape Clément VIII et le 15 janvier 1595 ses envoyés signent à Rome une « profession de foi orthodoxe »
D'après un document conservé au monastère de Saint-Antone il aurait décrété que le jeûne des Apôtres devait commencer le 21 de Baounah jusqu'au 5 d'Abîb, et qu'il serait suspendu pendant les « trois jours de Ninive », que le jeûne de l'Avent commencerait le premier de Kiahk, et que le jeûne de la Vierge resterait facultatif. Tous les Coptes de l'époque auraient approuvé ce qu'il avait décidé. Cependant, après sa dispartition ils seraient revenus aux anciennes tradition du jeûne. Gabriel VIII meurt dans le Monastère de la Vierge Marie nommé El-Sourian, le 28e jour de Baramouda 1319 A.M. soit le 14 mai 1603 A.D. après avoir occupé le trône patriarcal de Saint-Marc quinze ans dix mois et 24 jours

## Source
- François Clément, Nicolas Viton de Saint-Allais, Jean-Baptiste-Pierre Jullien de Courcelles, L'art de vérifier les dates des faits historiques, des inscriptions, et autres anciens monuments […], vol. 3, Paris, 1818 (lire en ligne), partie 2, p. 497